# Max Weber (zoolog)

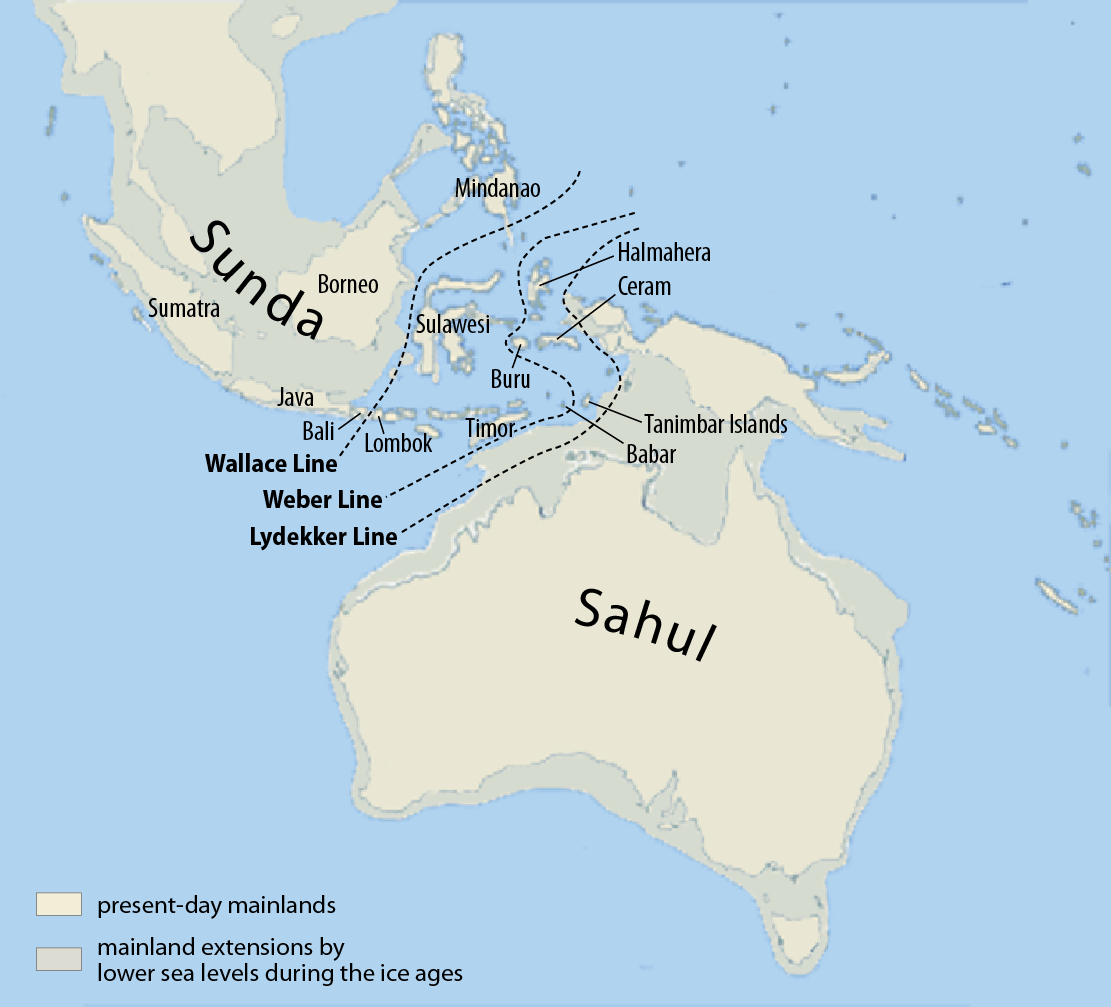
Karta som visar Weberlinjen, Webers alternativ till Wallacelinjen, den linje som separerar de två djurgeografiska regionerna australasien och den orientaliska.

Max Wilhelm Carl Weber, född 5 december 1852 i Bonn, död 7 februari 1937 i Eerbeek, var en tysk-nederländsk zoolog.
Weber utnämndes 1879 till prosektor i anatomi i Amsterdam och 1883 till professor i zoologi och jämförande anatomi där (sistnämnda år blev han även nederländsk medborgare). Bland hans arbeten, vilka främst behandlar däggdjurens anatomi, kan särskilt nämnas Studien über Säugethiere (två delar, 1886-98), Zoologische Ergebnisse einer Reise in Niederländisch Ostindien (fyra band, 1890-98) samt framför andra den mycket förtjänstfulla handboken över däggdjursklassens morfologi: Die Säugetiere, Einführung in die Anatomie und Systematik der recenten und fossilen Mammalia (1904).
Weber blev ledamot av Kungliga Vetenskapsakademien 1921. Hans maka, Anna Antoinette Weber van Bosse publicerade ett flertal förtjänstfulla avhandlingar över tropiska alger.